# Bellezas de Barcelona
Bellezas de Barcelona es una obra de Joan Martí i Centellas, publicada por primera vez en 1874. Recoge una colección de medio centenar de fotografías de calles, edificios y monumentos destacados de la ciudad española de Barcelona.

## Descripción
La obra, subtitulada «relación fotografiada de sus principales monumentos, edificios, calles, paseos y todo lo mejor que encierra la antigua capital del principado», contiene cincuenta láminas con fotografías de elementos distintivos de la ciudad española de Barcelona. Empieza la colección con una vista general de la ciudad condal y concluye con una imagen del interior del cementerio. Fue la primera de una serie, editada toda ella por Pere Vives Llorens, en la que Joan Martí i Centellas cubrió también Montserrat —con Bellezas de Montserrat (1875)— y Gerona —con Bellezas de Gerona (1876)—.